# Liemeer

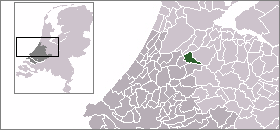
position i Zuid-Holland

Liemeer är en historisk kommun i provinsen Zuid-Holland i Nederländerna. Kommunens totala area är 30,98 km² (där 0,76 km² är vatten) och invånarantalet är på 6 713 invånare (2004).